# وحاج (یمن)
 وحاج  به عربی ( الوَحاج  ) روستایی است در عزلهٔ (بنی سعد) در ناحیهٔ (سعد المحویت)، از توابع استان مَحویت در کشور یمن در شبه جزیره عربستان است. 
جمعیت آن ۴۷۳ نفر (۱۶ خانوار) می‌باشد.